# Athetis dissimilis
Athetis dissimilis là một loài bướm đêm trong họ Noctuidae.